# Francesco Maria Greco (diplomatico)
Francesco Maria Greco (Siracusa, 12 agosto 1950) è un diplomatico italiano.

## Biografia
Nato a Siracusa, in Sicilia, si è laureato in Scienze politiche presso l'Università degli Studi di Napoli Federico II nel 1972 ed è entrato nella carriera diplomatica nel 1974. Ha iniziato a lavorare nella Direzione Generale per gli Affari Politici, per poi essere destinato nel 1978 a Belgrado.
Nel 1981 accetta l'incarico di Console a Bruxelles, e dal 1983 al 1984 è reggente per l'Ambasciata a Bangkok, per cui ricopre fino al 1986 la carica di Consigliere. Rientrato a Roma, dal 1986 al 1989 è in servizio alla Direzione Generale per il Personale, e viene poi assegnato alla rappresentanza di Madrid.
Nel 1993 è alla rappresentanza permanente italiana presso la NATO, dove coordina gli affari politici e militari per l'Italia all'interno dei comitati che organizzano la prima missione di peace-keeping NATO alla fine della guerra in Bosnia.
Nel 1996 rientra a Roma presso la Direzione Generale per il Personale e l'Amministrazione, come responsabile dei movimenti del personale diplomatico e amministrativo; dal 2000 al 2002 è Consigliere per gli Affari Internazionali del Ministero della difesa. In seguito viene nominato Ambasciatore a Giacarta, accreditato anche a Dili (Timor Est). Tornato al Ministero nel 2007, è nominato Vice Ispettore Generale del Ministero e degli Uffici all'estero. Due anni dopo diventa Direttore Generale per la Promozione e la Cooperazione Culturale, gestendo poi la fusione della Direzione con quella che si occupa di promozione commerciale la nuova Direzione Sistema Paese.
Il 15 dicembre 2010 è stato nominato Ambasciatore d'Italia presso la Santa Sede, incarico che ha mantenuto fino al 2015.
Ha tenuto la cattedra di Relazioni Internazionali alla Facoltà di Scienze Politiche di Gorizia ed è docente di Studi Strategici all'Università degli Studi di Napoli "L'Orientale"; è titolare anche della cattedra di Storia dell'Integrazione Europea all'Università Telematica delle Scienze Umane. Ha collaborato regolarmente per due anni come opinionista con il quotidiano Il Riformista e con la rubrica radiofonica di Radio 3 Mondo.

## Opere
- Francesco Maria Greco, Grande crisi e ordine internazionale. L'Italia fra Europa e Stati Uniti, Napoli, Edizioni Scientifiche Italiane, 2003, ISBN 8849507062.